# Ледебурит
Ледебурит — структурная составляющая  железоуглеродистых сплавов, главным образом чугунов, представляющая собой эвтектическую смесь аустенита и цементита в интервале температур 727—1147 °C, или перлита и цементита ниже 727 °C. Назван в честь немецкого металлурга Карла Генриха Адольфа Ледебура, который открыл «железо-карбидные зёрна» в чугунах в 1882 г.

## Структура и свойства
Основная фаза, инициирующая зарождение ледебурита — цементит. На пластинке цементита, зародившейся в эвтектической жидкости, разрастается плоский дендрит аустенита. Далее идет сравнительно быстрый парный рост взаимно проросших кристаллов обеих фаз. Каждая из фаз в пределах одной колонии ледебурита непрерывна, то есть относится к одному кристаллу.
В зависимости от температуры, фазовый состав ледебурита может быть разным. Так в температурном интервале от 1147 °C до 727 °C ледебурит состоит из аустенита и цементита, а при температурах ниже 727 °C — из феррита и цементита.
Ледебурит обладает высокими твёрдостью и хрупкостью.

## Присутствие в железоуглеродистых сплавах

### Чугуны
Ледебуритная смесь возникает, для чистых железоуглеродистых сплавов в интервале концентраций углерода от 2,14 % до 6,67 %, что соответствует чугунам. Механизм образования ледебурита в доэвтектических (левее точки эвтектики, соответствующей 4,3 % углерода, на диаграмме железо-углерод), эвтектических и заэвтектических (правее точки эвтэктики) чугунах различается.

#### в доэвтектических чугунах
При охлаждении жидкой фазы состава доэвтектического чугуна первым начинает кристаллизоваться аустенит, вследствие чего состав жидкой фазы начинает смещаться в сторону увеличения концентрации углерода (ввиду меньшей растворимости углерода в аустените). По достижении точки эвтектики (4,3 % углерода, 1147 °C) начинается кристаллизация эвтектики — ледебурита. В процессе дальнейшего охлаждения чугуна в интервале температур от 1147 °C до 727 °C аустенит обедняется углеродом и выделяется вторичный цементит. Вторичный цементит, выделяющийся по границам зерен аустенита, сливается с цементитом ледебурита, поэтому практически не виден под микроскопом. При небольшом переохлаждении ниже 727 °C аустенит по эвтектоидной реакции превращается в перлит (разделяется на феррит и цементит). Таким образом, в доэвтектических белых чугунах, при комнатной температуре, ледебурит, как структурная составляющая, присутствует наряду с перлитом и вторичным цементитом.

#### в эвтектическом чугуне
При охлаждении жидкой фазы состава точки эвтектики до температуры 1147 °C начинается одновременная кристаллизация смеси аустенита и цементита — ледебурита. В дальнейшем аустенит распадается на феррито-цементитную смесь (перлит).

#### в заэвтектических чугунах
В заэвтектических белых чугунах из жидкости кристаллизуется первичный цементит в виде плоских игл, затем образуется ледебурит. При комнатной температуре эаэвтектический белый чугун содержит две структурные составляющие: первичный цементит и ледебурит.

### Стали
Ледебурит может образовываться в сталях если в них, во-первых, содержание углерода достаточно велико (свыше 0,7 % (~1,3 %—1,5 %), что соответствует инструментальным сталям), и, во-вторых, при высоком содержании карбидообразующих легирующих элементов (Cr, W, Ti, Mo и др.). Введение этих легирующих элементов, в больших количествах, уменьшает растворимость углерода в аустените и перлите, что, в определённых случаях, и приводит к возможности выделения эвтектики при, сравнительно, малых содержаниях углерода.
Такие стали (например, быстрорежущая) называют ледебуритными.